# 백종학
백종학(1964년 4월 6일 ~ )은 대한민국의 영화배우이자 영화제작자이며, 학력은 서강대학교 경제학 학사, 시러큐스 대학교대학원 영화학 석사이다.

## 경력
- 1989~1991 오리콤 카피라이터

### 방송
- 1999년 카이스트 (드라마) (물리과 서 교수 역)
- 2008년 엑소시스트 (tvN, 진행자)
- 2011년 짝패 (유선달 역)

### 주연
- 1998년 강원도의 힘 (상권 역)
- 2003년 여섯 개의 시선

### 출연
- 1999년 《질주》 (특별 출연)
- 1999년 《여고괴담 두 번째 이야기》 (고형석 역)
- 2001년 《봄날은 간다》 (초대 손님 역)
- 2004년 《내 머리 속의 지우개》 (서영민 역)
- 2005년 《태풍태양》 (CF 감독 역)
- 2005년 《너는 내 운명》 (기자 역)
- 2007년 《경의선》 (김호 교수 역)
- 2011년 《써니》 (나미 남편 역)
- 2011년 《북촌방향》 (영화 감독 역)
- 2012년 《내가 고백을 하면》 (투자사 직원 역)
- 2012년 《모피를 입은 비너스》 (허 회장 역)

### 제작
- 1997년 억수탕
- 1997년 산부인과
- 2001년 소름

## 수상
- 1995년 서울단편영화제 젊은 비평가상

## 같이 보기
- 김수연
- 남상아
- 허수경